# Tylosurus crocodilus
Tylosurus crocodilus là một loài cá câu thể thao thuộc họ Belonidae. Đây là thành viên lớn nhất trong họ Cá nhói, có chiều dài lên tới 5 feet (1,5 m) và nặng 10 pound (4,5 kg). Nó cũng thường được gọi là cá nhói cá sấu.

## Phân bố
Ở Ấn Độ Dương và Thái Bình Dương, loài cá này được tìm thấy ở Biển Đỏ và từ bờ biển Nam Phi, về phía đông đến Polynesia thuộc Pháp, phía bắc đến Nhật Bản, phía nam đến New South Wales, Úc. Loài này được thay thế bằng cá kim Mexico, ở phía đông Thái Bình Dương. Loài cá này được biết đến từ New Jersey đến Brazil ở phía tây, và ở phía đông, chúng được tìm thấy từ Fernando Poo, Cameroon và Liberia đến Đảo Thăng Thiên. Loài cá này cũng có thể được tìm thấy gần Guinea, Senegal Cape Verde. Loài cá này đã được ghi nhận ở phía đông biển Địa Trung Hải, đã di chuyển từ Biển Đỏ qua Kênh đào Suez như một phần của cuộc di cư Lessepsian.